# Zápas na Letních olympijských hrách 1976
Zápas na Letních olympijských hrách 1976 v Montrealu nabídl souboje o dvacet sad medailí a to v deseti váhových kategoriích ve volném stylu a v deseti v řecko-římském. O medaile se utkalo 330 zápasníků, nejmladším účastníkem bojů byl šestnáctiletý mongolský zápasník Bjambažavyn Žavchlantögs, nejstarším Rumun Nicolae Martinescu, obhájce zlaté medaile v těžké váze v klasickém stylu z Mnichova.
Většina zápasů proběhla v Pierre Charbonneau Center v Olympijském parku. Výjimkou byla finálová utkání volného stylu, která se uskutečnila v Maurice Richard Arena. Nejúspěšnější výpravou se stala reprezentace Sovětského svazu, jejíž zápasníci vybojovali 18 medailí z toho 12 zlatých, 5 stříbrných a 1 bronzovou.

## Medailisté

### Volný styl
| Kategorie | Zlato                                        | Stříbro                                                     | Bronz                                           |
| --------- | -------------------------------------------- | ----------------------------------------------------------- | ----------------------------------------------- |
| 48 kg     | Chasan Isajev · Bulharsko (BUL)              | Roman Dmitrijev · Sovětský svaz (URS)                       | Akira Kudo · Japonsko (JPN)                     |
| 52 kg     | Júdži Takada · Japonsko (JPN)                | Alexandr Ivanov · Sovětský svaz (URS)                       | Čon He-sop · Jižní Korea (KOR)                  |
| 57 kg     | Vladimir Jumin · Sovětský svaz (URS)         | Hans-Dieter Brüchert · Německá demokratická republika (GDR) | Masao Arai · Japonsko (JPN)                     |
| 62 kg     | Jang Čung-mo · Jižní Korea (KOR)             | Dzevegín Ojdov · Mongolsko (MGL)                            | Gene Davis · Spojené státy americké (USA)       |
| 68 kg     | Pavel Pinigin · Sovětský svaz (URS)          | Lloyd Keaser · Spojené státy americké (USA)                 | Jasaburó Sugawara · Japonsko (JPN)              |
| 74 kg     | Džiičiró Date · Japonsko (JPN)               | Mansour Barzegar · Írán (IRI)                               | Stanley Dziedzic · Spojené státy americké (USA) |
| 82 kg     | John Peterson · Spojené státy americké (USA) | Viktor Novožilov · Sovětský svaz (URS)                      | Adolf Seger · Západní Německo (FRG)             |
| 90 kg     | Levan Tedyjašvili · Sovětský svaz (URS)      | Benjamin Peterson · Spojené státy americké (USA)            | Stelian Morcov · Rumunsko (ROU)                 |
| 100 kg    | Ivan Jarygin · Sovětský svaz (URS)           | Russell Hellickson · Spojené státy americké (USA)           | Dimo Kostov · Bulharsko (BUL)                   |
| +100 kg   | Soslan Andijev · Sovětský svaz (URS)         | József Balla · Maďarsko (HUN)                               | Ladislau Şimon · Rumunsko (ROU)                 |

### Řecko-římský zápas
| Kategorie | Zlato                                      | Stříbro                                   | Bronz                                                       |
| --------- | ------------------------------------------ | ----------------------------------------- | ----------------------------------------------------------- |
| 48 kg     | Alexej Šumakov · Sovětský svaz (URS)       | Gheorghe Berceanu · Rumunsko (ROU)        | Stefan Angelov · Bulharsko (BUL)                            |
| 52 kg     | Vitalij Konstantinov · Sovětský svaz (URS) | Nicu Gângă · Rumunsko (ROU)               | Kóičiró Hirajama · Japonsko (JPN)                           |
| 57 kg     | Pertti Ukkola · Finsko (FIN)               | Ivan Frgić · Jugoslávie (YUG)             | Farchat Mustafin · Sovětský svaz (URS)                      |
| 62 kg     | Kazimierz Lipień · Polsko (POL)            | Nelson Davidjan · Sovětský svaz (URS)     | László Réczi · Maďarsko (HUN)                               |
| 68 kg     | Suren Nalbandjan · Sovětský svaz (URS)     | Ștefan Rusu · Rumunsko (ROU)              | Heinz-Helmut Wehling · Německá demokratická republika (GDR) |
| 74 kg     | Anatolij Bykov · Sovětský svaz (URS)       | Vítězslav Mácha · Československo (TCH)    | Karl-Heinz Helbing · Západní Německo (FRG)                  |
| 82 kg     | Momir Petković · Jugoslávie (YUG)          | Vladimir Čeboksarov · Sovětský svaz (URS) | Ivan Kolev · Bulharsko (BUL)                                |
| 90 kg     | Valerij Rezancev · Sovětský svaz (URS)     | Stojan Nikolov · Bulharsko (BUL)          | Czesław Kwieciński · Polsko (POL)                           |
| 100 kg    | Nikolaj Balbošin · Sovětský svaz (URS)     | Kamen Goranov · Bulharsko (BUL)           | Andrzej Skrzydlewski · Polsko (POL)                         |
| +100 kg   | Oleksandr Kolčynskyj · Sovětský svaz (URS) | Aleksandar Tomov · Bulharsko (BUL)        | Roman Codreanu · Rumunsko (ROU)                             |

## Přehled medailí
| Pořadí | Země                                 | Zlato | Stříbro | Bronz | Celkově |
| ------ | ------------------------------------ | ----- | ------- | ----- | ------- |
| 1      | Sovětský svaz (URS)                  | 12    | 5       | 1     | 18      |
| 2      | Japonsko (JPN)                       | 2     | 0       | 4     | 6       |
| 3      | Bulharsko (BUL)                      | 1     | 3       | 3     | 7       |
| 4      | Spojené státy americké (USA)         | 1     | 3       | 2     | 6       |
| 5      | Jugoslávie (YUG)                     | 1     | 1       | 0     | 2       |
| 6      | Polsko (POL)                         | 1     | 0       | 2     | 3       |
| 7      | Jižní Korea (KOR)                    | 1     | 0       | 1     | 2       |
| 8      | Finsko (FIN)                         | 1     | 0       | 0     | 1       |
| 9      | Rumunsko (ROU)                       | 0     | 3       | 3     | 6       |
| 10     | Maďarsko (HUN)                       | 0     | 1       | 1     | 2       |
| 10     | Německá demokratická republika (GDR) | 0     | 1       | 1     | 2       |
| 12     | Československo (TCH)                 | 0     | 1       | 0     | 1       |
| 12     | Írán (IRI)                           | 0     | 1       | 0     | 1       |
| 12     | Mongolsko (MGL)                      | 0     | 1       | 0     | 1       |
| 15     | Západní Německo (FRG)                | 0     | 0       | 2     | 2       |
| Celkem | Celkem                               | 20    | 20      | 20    | 60      |

## Zúčastněné země
Do bojů o medaile zasáhlo 331 zápasníků z 41 zemí:
| - Americké Panenské ostrovy (4) - Argentina (3) - Austrálie (3) - Belgie (2) - Bulharsko (20) - Československo (5) - Ekvádor (1) - Finsko (7) - Francie (5) - Írán (17) - Izrael (1) | - Itálie (8) - Japonsko (20) - Jižní Korea (11) - Jugoslávie (6) - Kanada (15) - Kuba (9) - Libanon (1) - Maďarsko (18) - Maroko (4) - Mexiko (2) | - Mongolsko (13) - Německá demokratická republika (12) - Nový Zéland (2) - Norsko (2) - Pákistán (2) - Panama (1) - Polsko (14) - Portugalsko (3) - Portoriko (5) - Rakousko (2) | - Rumunsko (19) - Řecko (4) - Senegal (5) - Severní Korea (3) - Sovětský svaz (20) - Spojené státy americké (20) - Švédsko (8) - Turecko (11) - Velká Británie (7) - Západní Německo (15) |